# Ivanyevtsi
Ivanyevtsi (en macédonien Ивањевци) est un village du sud-ouest de la Macédoine du Nord, situé dans la municipalité de Mogila. Le village comptait 615 habitants en 2002.

## Démographie
Lors du recensement de 2002, le village comptait :
- Macédoniens : 611
- Roms : 3
- Autres : 1